# Lucy Gaskell
Pour les articles homonymes, voir Gaskell.
Lucy Gaskell, née le 10 juillet 1980 à Wigan, est une actrice britannique. Active à la télévision depuis 2002, elle est principalement connue pour son rôle dans la série télévisée Casualty. En 2018 elle joue au cinéma dans le film Final Score de Scott Mann.

## Biographie
Lucy Gaskell fait ses débuts à la télévision en 2002 dans un épisode de la série Where the Heart Is. Entre 2002 et 2004 elle joue dans Cutting It (en) un rôle récurrent pour lequel est nommée pour le Best Newcomer Award par la Royal Television Society.
De 2010 à 2011 elle interprète le rôle de Kirsty Clements (en) dans la série Casualty. Elle quitte la série lorsqu'elle est enceinte de son premier enfant.

## Vie privée
Lucy Gaskell s'est mariée avec l'acteur Mark Bonnar le 28 décembre 2007. Ils ont 2 enfants, Martha née en 2011 et Samuel né en 2015.

## Filmographie

### Cinéma
- 2005 : Donjons et Dragons : La Puissance suprême de Gerry Lively (en) : Ormaline
- 2006 : Opération Matchbox (The Last Drop) de Colin Teague (en) : Benitta
- 2009 : Lesbian Vampire Killers de Phil Claydon : Judy
- 2015 : All the Ordinary Angels de Simon Lovell : Mimi
- 2018 : Final Score de Scott Mann : Rachel

### Télévision
- 2002 : Where the Heart Is : Jeanette Bryant (saison 6, épisode 11)
- 2002 : Holby City : Joanne Townsend (saison 4, épisode 49)
- 2002-2004 : Cutting It (en) : Ruby Ferris (18 épisodes)
- 2004 : Meurtres en sommeil : Fay Harding (2 épisodes)
- 2006 : Ancient Rome: The Rise and Fall of an Empire (en) (mini-série) : Constantia (épisode 5)
- 2006 : Vincent (en) : Dawn Rice (saison 2, épisode 4)
- 2007 : Nuclear Secrets (en) (mini-série) : Genia Peierls (épisode 2)
- 2007 : Director's Debut : Eve Warner (épisode 2)
- 2007 : Doctor Who : Kathy Nightingale (saison 3, épisode 10 : Les Anges pleureurs)
- 2007 : Blue Murder (en) : Gunner Tracey Ruff (saison 4, épisode 3)
- 2007 : Brilliant! (mini-série) : Amy (épisode 1)
- 2008 : Holby Blue (en) : Anna Wilton (saison 2, épisode 7)
- 2009 : Whatever It Takes (en) d'Andy Hay (téléfilm) : Fiona
- 2009 : Paradox (mini-série) : Katie (épisode 3)
- 2010 : Being Human : La Confrérie de l'étrange : Sam (saison 2, 4 épisodes)
- 2010 : Coming Up (en) : Hayley (saison 8, épisode 1)
- 2010-2011 : Casualty : Kirsty Clements (saisons 24 et 25, 45 épisodes)
- 2012 : Misfits : Lola (saison 4, 3 épisodes)
- 2013 : Great Night Out : Mandy (2 épisodes)
- 2013 : Crossing Lines : Fox (saison 1, épisode 7)
- 2015 : Suspects : Natalie Granger (saison 3, épisode 4)
- 2016 : DCI Banks : Rachel Li (saison 5, 2 épisodes)
- 2017 : Ransom : Tante Gina (saison 1, épisode 9)
- 2017 : The A Word : Sophie Berwick (saison 2, 5 épisodes)
- 2019 : Athena, en mode création  (The Athena) : Allie (2 épisodes)

### Jeux Vidéo
- 2010 : Fable III : Villageois de Brightwall
- 2018 : Sea of Thieves : Serik